# Cimetière national Zachary Taylor
Le cimetière national Zachary Taylor (Zachary Taylor National Cemetery) est un cimetière national américain situé dans la ville de Louisville dans le Kentucky où reposent notamment le général Zachary Taylor,  12e président des États-Unis (1849-1850)  et sa femme Margaret Taylor. 
Le cimetière était initialement un simple carré d'inhumation de la famille Taylor, au sein de sa plantation. Les parents de Zachary Taylor, Richard Taylor, colonel durant la guerre d'indépendance et son épouse Sarah Strother Taylor, et d'autres membres de la famille y sont inhumés. Le fils de Zachary, Richard Taylor, général de l'armée confédérée est lui enterré au cimetière de Metairie à La Nouvelle-Orléans.

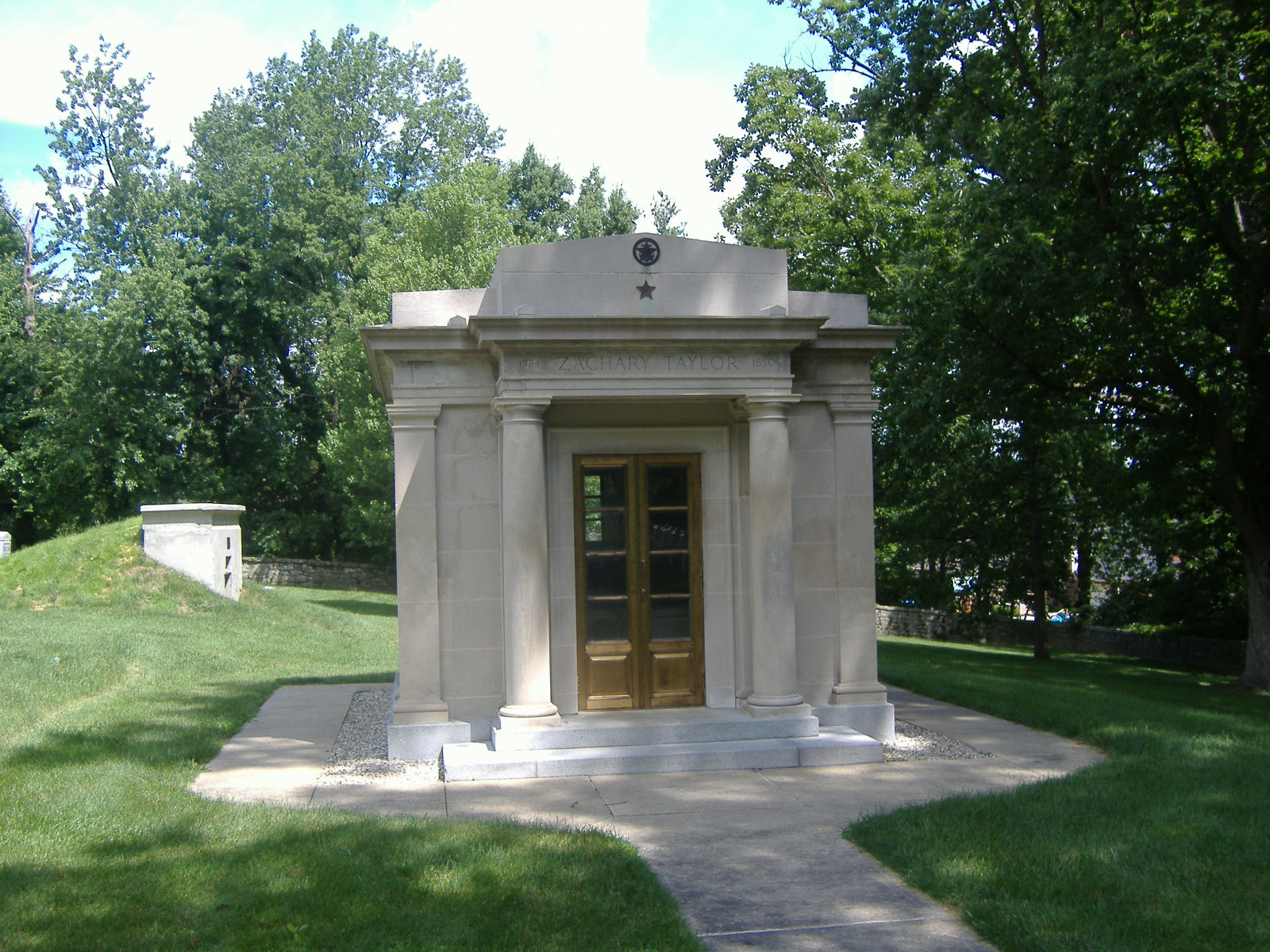
Le tombeau de Zachary Taylor.

En 1883, le gouvernement du Kentucky construisit une colonne de 18 m près de sa tombe surmontée d'une statue grandeur nature de l'ancien président. Dans les années 1920, la famille Taylor entreprit de transformer le lieu en un cimetière national. L'État du Kentucky céda deux terrains pour le projet et la superficie du cimetière passa de 2 000 à 65 000 m2. Le 6 mai 1926, les dépouilles de Taylor et de son épouse décédée en 1852 furent déménagées dans un mausolée construit à proximité et le cimetière est devenu le Zachary Taylor National Cemetery.
Des combattants de six guerres y sont inhumés : guerre hispano-américaine, Première et Deuxième Guerres mondiales, guerre de Corée, guerre du Vietnam et guerre du Golfe. Le cimetière national a été ajouté en 1983 au Registre national des lieux historiques. Le cimetière accueille les tombes de deux récipiendaires de la Medal of Honor. Il s'agit des sergents Willie Sandlin (Première Guerre mondiale) et John C. Squires (Seconde Guerre mondiale).
En 2004, le cimetière disposait de 13 321 emplacements et ne peut plus depuis accepter de nouvelles concessions. Seules les sépultures déjà en place peuvent encore accueillir les corps de défunts provenant de la même famille. Le cimetière est géré par la National Cemetery Administration qui fait partie du Département des Anciens combattants des États-Unis.